# Il giardino dei ricordi
Il giardino dei ricordi (The Hanging Garden) è un film del 1997 diretto da Thom Fitzgerald.

## Trama
In occasione del matrimonio di sua sorella Rosemary, Sweet William torna a casa nella rurale Nuova Scozia, dopo dieci anni di assenza. La sua famiglia è sempre problematica; la madre minaccia sempre di andarsene ma non lo fa, il padre alcolizzato e la nonna con problemi di senilità. Sweet William torna alla memoria quando era un adolescente problematico e obeso, scoperto a fare sesso con l'amico d'infanzia Fletcher (che ora sta per sposare sua sorella Rosemary). Scoperte le tendenze omosessuali, la madre tentò di cambiarle organizzando un incontro con una prostituta del luogo. Il rifiuto della famiglia portano il giovane Sweet William a impiccarsi nel giardino della nonna. Ora l'adulto Sweet William conversa con il suo giovane cadavere, in un dualismo tra vita e morte, dimostrando come scelte apparentemente molto diverse nella vita possono portare a risultati simili.

## Distribuzione
Il film è stato presentato in anteprima a settembre 1997 al Toronto International Film Festival, dove ha vinto il Premio del Pubblico. È stato distribuito nelle sale cinematografiche statunitensi il 7 novembre 1997. Successivamente è stato presentato in altri festival cinematografici internazionali, tra cui il Mar del Plata Film Festival. In Italia è stato distribuito da Mikado Film il 27 agosto 1999.

## Riconoscimenti
- 1997 - Atlantic Film Festival
  - Premio del Pubblico
  - Miglior film
  - Miglior attore a Troy Veinotte
  - Miglior attrice a Joan Orenstein
  - Miglior regista a Thom Fitzgerald
  - Miglior sceneggiatura a Thom Fitzgerald
  - Miglior film canadese
- 1997 - Genie Award
  - Claude Jutra Award a Thom Fitzgerald
  - Miglior attrice non protagonista a Seana McKenna
  - Miglior attore non protagonista a Peter MacNeill
  - Miglior sceneggiatura a Thom Fitzgerald
  - Miglior montaggio a Susan Shanks
  - Candidatura per il Miglior film
  - Candidatura per la Miglior attrice non protagonista a Kerry Fox
  - Candidatura per la Miglior attrice non protagonista a Joan Orenstein
  - Candidatura per la Miglior regia a Thom Fitzgerald
  - Candidatura per la Miglior scenografia a Taavo Soodor e Darlene Sheils
  - Candidatura per i Migliori costumi a James A. Worthen
  - Candidatura per il Miglior sonoro a Peter Harper, Philippe Espantoso e Georges Hannan
- 1997 - Mar del Plata Film Festival
  - Miglior sceneggiatura
- 1997 - Toronto International Film Festival
  - Premio del Pubblico
  - Miglior film canadese
- 1997 - Vancouver International Film Festival
  - Miglior sceneggiatura canadese
  - Miglior film canadese
- 1999 - GLAAD Media Awards
  - Miglior film della piccola distribuzione